# Regis de Souza
Regis Adair Quaresma de Souza, (Sapucaia do Sul, Rio Grande do Sul, 25 de enero de 1982) conocido simplemente como Regis de Souza, es un futbolista brasileño. Juega como centrocampista o delantero.

## Trayectoria

### Inicios
En su adolescencia, de Souza fue compañero de Ronaldinho en las divisiones inferiores del Grêmio.
Ha jugado en el extranjero, en las ligas de Brasil y Paraguay.
De Souza era un compañero de Ronaldinho, en las inferiores del Grêmio Foot-Ball Porto Alegrense, también paso por el club 9 de junio de mariano roque alonso paraguay.

## Clubes
| Club                   | País     | Año           |
| ---------------------- | -------- | ------------- |
| Grêmio                 | Brasil   | 2000          |
| Cerro Corá             | Paraguay | 2001 - 2006   |
| Oriente Petrolero      | Bolivia  | 2006 - 2007   |
| La Paz Fútbol Club     | Bolivia  | 2007 - 2008   |
| Al-Hilal               | Sudán    | 2009          |
| La Paz Fútbol Club     | Bolivia  | 2009          |
| San José               | Bolivia  | 2010          |
| The Strongest          | Bolivia  | 2011          |
| Oruro Royal Club       | Bolivia  | 2012          |
| Real América           | Bolivia  | 2013          |
| Ramiro Castillo        | Bolivia  | 2014 - 2015   |
| Deportivo Kala         | Bolivia  | 2017          |
| Always Ready           | Bolivia  | 2018          |
| Sur-Car                | Bolivia  | 2018          |
| Unión Maestranza       | Bolivia  | 2019          |
| Stormers San Lorenzo   | Bolivia  | 2019-2021     |
| CDT Real Oruro         | Bolivia  | 2022          |
| Empresa Minera Huanuni | Bolivia  | 2023-presente |

## Palmarés

### Títulos regionales
| Título             | Club                   | Año             |
| ------------------ | ---------------------- | --------------- |
| Primera "A" (AFLP) | Always Ready           | 2018            |
| Primera "A" (AFO)  | Empresa Minera Huanuni | Adecuación 2023 |